# Amphiscolops fuligineus
Amphiscolops fuligineus är en plattmaskart som beskrevs av Robert Hibbs Peebles 1913. Amphiscolops fuligineus ingår i släktet Amphiscolops och familjen Convolutidae. Inga underarter finns listade i Catalogue of Life.